# Geveerde spikkelspanner
De geveerde spikkelspanner (Peribatodes secundaria) is een nachtvlinder uit de familie Geometridae, de spanners. De voorvleugellengte bedraagt tussen de 17 en 20 millimeter. Hij overwintert als rups.

## Waardplanten
De geveerde spikkelspanner heeft als waardplanten spar, den en jeneverbes.

## Voorkomen in Nederland en België
De geveerde spikkelspanner is in Nederland en België een gewone soort in de buurt van sparren. De vlinder kent één generatie die vliegt van halverwege juni tot halverwege augustus.